# Goetheschule Essen
Die Goetheschule Essen ist ein städtisches Gymnasium im Essener Stadtteil Bredeney, mit den Schwerpunkten Musik, Naturwissenschaften und Mehrsprachigkeit. Sie bietet als einzige im Regierungsbezirk Düsseldorf den Doppelabschluss Abitur und International Baccalaureate an. Das Schulgebäude aus dem Jahr 1913 ist denkmalgeschützt.

## Geschichte

### Vorgängerschulen bis 1944

#### Die Goetheschule in Rüttenscheid (1899–1944)
Um Ostern 1899 eröffnete die Gemeinde Rüttenscheid an der Rüttenscheider Straße 98 eine Rektoratsschule. Der erste Jahrgang bestand aus 35 Jungen und wurde von drei Volksschullehrern unterrichtet. Am 14. Mai 1905 wurde ein neues Schulgebäude an der Alfredstraße 28 eingeweiht und bezogen. Zur gleichen Zeit legten die ersten 14 Schüler die Prüfungen zur mittleren Reife ab, so dass die Schule mit der Eingliederung Rüttenscheids nach Essen zum Städtischen Gymnasium mit Oberstufe wurde. 1908 konnten, nun am Vollgymnasium, die ersten fünf Schüler ihr Abitur ablegen. Zwei Jahre später wurde der Erweiterungsbau eröffnet, der zusätzliche naturwissenschaftliche Räume beherbergte und den Anforderungen eines Gymnasiums mit naturwissenschaftlichem Schwerpunkt entsprach.

Die Goetheschule in Rüttenscheid, 1910

Von Oktober 1905 bis Ostern 1914 war es eine Koedukationschule, die 38 Schülerinnen ermöglichte, das Abitur abzulegen. Die Koedukation war jedoch nur eine Übergangslösung und mit seiner Eröffnung wurden die letzten Mädchenklassen durch die Viktoriaschule aufgenommen.
Mit dem Ausbruch des Ersten Weltkriegs wurden 1914 viele Lehrer für den Kriegsdienst einberufen und die Schüler mussten beim Roten Kreuz und der Ernte helfen, sodass der Leistungsstand auf einen Tiefpunkt sank.
1922 beschlossen Lehrerkollegium und Elternbeirat mit Zustimmung des Ministeriums den Namen der Schule in „Goetheschule“ zu ändern.
Der Entwicklung der Goetheschule wurde Anfang 1923 gestoppt, als am 11. Januar französische und belgische Soldaten ins Ruhrgebiet einmarschierten. Sie belegten das Gebäude des Bredeneyer Realgymnasiums, so dass dieses im Gebäude der Goetheschule Schichtunterricht erteilen musste. Trotz vielfältiger Behinderungen durch die Besatzungsmacht konnte im September 1924 das 25-jährige Schuljubiläum gefeiert werden.
In der Zeit des Nationalsozialismus hatte die Schule vor allem mit Kürzungen der Unterrichtszeit zu kämpfen, da die Schüler in der Hitlerjugend eingesetzt und zu propagandistischen (Film-)Vorführungen, Vorträgen und Rundfunkstunden geschickt wurden.
Mit Beginn des Schuljahres 1939/40 wurden die Keller der Schule zu Luftschutzbunkern ausgebaut und alle wehrtüchtigen Schüler und Lehrer in den Kriegsdienst einberufen. Bis zu den Weihnachtsferien 1942 wurden die Klassen fünf bis acht weiter unterrichtet, die Jahrgänge neun und zehn mussten als Erntehelfer arbeiten und die Klasse elf wurde in einem Wehrtüchtigenlager ausgebildet. Anfang Januar 1943 wurde das Kriegsschädenamt in Turnhalle und Aula untergebracht, so dass der Sport- und Musikunterricht vollständig entfiel.
Nach einem schweren Luftangriff am 5./6. März 1943 warb der Direktor für die Kinderlandverschickung. Dieser stimmten jedoch nur 30 % der Eltern zu. Stattdessen schickten sie ihre Kinder lieber in andere Städte, was zur Auflösung der Unterstufe führte. Im Sommer dieses Jahres wurden alle Schüler höherer Essener Schulen nach Tirol verlegt und nur die von der Hitlerjugend beanspruchten blieben. Die Verbliebenen bildeten eine Sammelklasse und wurden an der Goetheschule unterrichtet. Vor Weihnachten 1943 schrieben sie ihr Abitur und am 3. Februar 1944 legten sie als der letzte Jahrgang die mündlichen Abiturprüfungen an der alten Goetheschule ab.
Beim bis dahin schwersten Luftangriff auf Essen wurde in der Nacht vom 27. auf den 28. April 1944 das alte Schulgebäude schwer beschädigt und brannte anschließend aus. Die verbliebenen Schüler kamen im Gebäude der Viktoriaschule unter, bis am 6. Oktober 1944 alle Schulen der Rheinprovinz geschlossen wurden.

#### Das Realgymnasium Bredeney (1910–1943)
Die zu dem Zeitpunkt noch unabhängige Gemeinde Bredeney besaß bis 1910 keine eigene höhere Schule. Seit dem jedoch Alfried Krupp 1872 die Villa Hügel bezogen hatte und seine wachsende Belegschaft den Stadtteil bevölkerte, wuchsen die finanziellen Mittel. Der Gedanke, dass die gesamten Steuergelder der Gemeinde bei einer Eingliederung an die Stadt Essen übergehen, befeuerte die Idee einer Schulgründung. Als die Stadt Essen für auswärtige Schüler die Schulgebühren erhöhte oder den Besuch eines Essener Gymnasiums gar verwehrte, fanden sich rund 200 interessierte Schüler aus Bredeney, Haarzopf und Schuir für eine neue Schule.
Im Januar 1910 wurde eine Kommission unter Vorsitz des ersten Beigeordneten Friedrich Ruschen gewählt, welche dem Gemeinderat die Gründung einer Höheren Schule empfehlen sollte. Am 24. Januar 1910 stimmte die Gemeindevertretung der Gründung eines Reformrealgymnasiums zu und setzte die Eröffnung für den 13. April selben Jahres an.
Im ersten Schuljahr wurden leerstehende Klassenzimmer der katholischen Volksschule I im Brandenbusch, im zweiten Schuljahr Räume der evangelischen Volksschule II genutzt. Nach Verhandlungen des Beigeordneten Ruschen wurde beim Ministerium ein Antrag auf den Ausbau zum Vollgymnasium mit der Möglichkeit zur Erlangung der Hochschulreife sowie der Bau eines eigenen Schulgebäudes eingereicht.
Von 1910 bis 1923 wurden die Jungen des Gymnasiums zusammen mit den Mädchen der erst später genehmigten höheren Mädchenschule, der heutigen Grashofschule, unterrichtet. Ab 1913 wurde der Unterricht im eigenen Schulgebäude erteilt (siehe Gebäude).

Das Realgymnasium Essen-Bredeney, unmittelbar nach der Fertigstellung 1913

Mit Ausbruch des Ersten Weltkriegs am 1. August 1914 wurden mit Ausnahme von zwei Lehrern alle Mitglieder des Kollegiums zum Kriegsdienst eingezogen. Es verblieben fünf Klassen mit 187 Schülern und zwei Lehrern. Trotz Garantien seitens der Stadt Essen konnte nach der Eingemeindung Bredeneys 1915 vorerst keine Errichtung der Oberstufe und Anstellung neuer Lehrkräfte erreicht werden. Der Schulleiter Keller handelte in Berlin persönlich die Erlaubnis aus, die Schule weiter auszubauen, doch die Stadtverwaltung weigerte sich diese anzuerkennen. Erst auf Druck des Provinzialschulkollegiums gab die Stadt Essen den Widerstand auf, es wurden zwei Oberlehrer eingestellt und am 25. März 1918 wurde die Schule als Realgymnasium zur Erlangung der Hochschulreife offiziell anerkannt.
Mit dem Einmarsch französischer und belgischer Soldaten ins Ruhrgebiet am 11. Januar 1923 wurde das Gebäude unter dem Namen „Quartier Verdun“ von den Franzosen als Kaserne genutzt. In dieser Zeit wurde Schichtunterricht gemeinsam mit der Goetheschule erteilt.
Am 6. Juli 1925 erfolgte die ministerielle Anerkennung des Realgymnasiums als zweizügige große Doppelanstalt. Ein Jahr später wurde die „Vereinigung ehemaliger Schüler des Realgymnasiums Essen-Bredeney“ geschlossen, welche sich seitdem jährlich trifft.
Mit dem Aufblühen des Nationalsozialismus identifizierten sich auch die Schüler mehr und mehr mit dem neuen System. 1935 wurde mit dem symbolischen Akt der Fahnenhissung auf dem Turm das Bündnis zwischen Schule und Hitlerjugend geschlossen, der 96 % der Schülerschaft des Realgymnasiums angehörten. Am 1. April 1937 wurde die Schule im Zuge im ganzen Reich vorgenommener Änderungen in die „Oberschule für Jungen Essen-Bredeney“ umgewandelt und die Schulzeit auf acht Jahre verkürzt.
Mit Beginn des Zweiten Weltkriegs am 1. September 1939 rückten die Luftschutzmöglichkeiten der Schule in den Vordergrund. Da es in Bredeney nur einen Bunker für rund 200 Personen gab, musste der Unterricht im Schichtbetrieb erteilt werden, sodass bei Alarm alle anwesenden Schüler und Lehrkräfte Platz finden konnten. Als Reaktion darauf, dass die Luftangriffe meist in der Nacht erfolgten, wurde der Unterrichtsbeginn auf 10:00 Uhr verschoben. Da sich unter der Schule ein Parteibunker befand und der Gauleiter im Stadtteil Bredeney residierte, blieb die Schule von politischen Problemen verschont und musste beispielsweise nur zwei von zwanzig Lehrern zum Kriegsdienst abgeben.
Im Herbst 1943 wurden die verbliebenen Schüler des Realgymnasiums, gemeinsam mit denen der Goetheschule und der Werdener Oberschule in der Kinderlandverschickung nach Tirol geschickt. Die Schüler der Oberstufe verblieben in Essen als Luftwaffenhelfer oder bei der Wehrmacht.
Im Oktober 1943 wurde das Gebäude des Realgymnasiums vom Rheinisch-Westfälischen Kohlensyndikat beschlagnahmt und der Direktor zum Leiter der benachbarten Mädchenschule (heutiges Grashof-Gymnasium) ernannt.

### Vereinigung der beiden Schulen (1945–1951)
Bedingt durch fehlende bzw. zerstörte Gebäude und geringe Anmeldezahlen (Goetheschule 239 Schüler, Oberschule für Jungen Essen-Bredeney 252 Schüler) wurden beide Schulen 1945 durch die Stadt Essen vorläufig zusammengelegt und wiedereröffnet. Der Unterricht der neuen Schule unter der Leitung des ehemaligen Direktors der Goetheschule, welcher den Namen „Goetheschule“ direkt der neu zusammengelegten Schule übertrug, wurde zunächst an der Voßbuschstraße, anschließend im heutigen Grashofgymnasium erteilt.
Mit der Schulreform nach Kriegsende wurde die Goetheschule zu einem Neusprachlichen Gymnasium mit der Sprachenfolge Latein (ab Klasse fünf), Englisch (ab Klasse sieben) und Französisch (ab Klasse acht) und führte wieder in neun Jahren zum Abitur. Zusätzlich bot die Goetheschule eine Vielzahl von Sonderlehrgängen, auch Abiturientenkurse genannt, an, in denen junge Männer ihr (Kriegs-)Abitur nachholen bzw. ablegen konnten.
1949 forderten (ehemalige) Schüler der Goetheschule aus Rüttenscheid den Wiederaufbau ihrer Schule und die Rückgängigmachung der Zusammenlegung. Dieser Wunsch wurde nicht erfüllt, stattdessen das Schulbuchkonto der Bredeneyer Schule aufgelöst, Restgelder an die Goetheschule überwiesen. 1951 wurde die Vereinigung beider Schulen auch im Namen vollzogen: der Schulausschuss genehmigte die Umbenennung in „Goetheschule, Neusprachliches Gymnasium Essen-Bredeney“. Der neue Name wurde auch vom Kollegium und der Schulpflegschaft angenommen.
In der Zwischenzeit hatte die Goetheschule am 7. November 1950 das Gebäude des ehemaligen Realgymnasiums an der Ruschenstraße wiederbeziehen können.

### Reformen und Veränderungen (1951–2000)

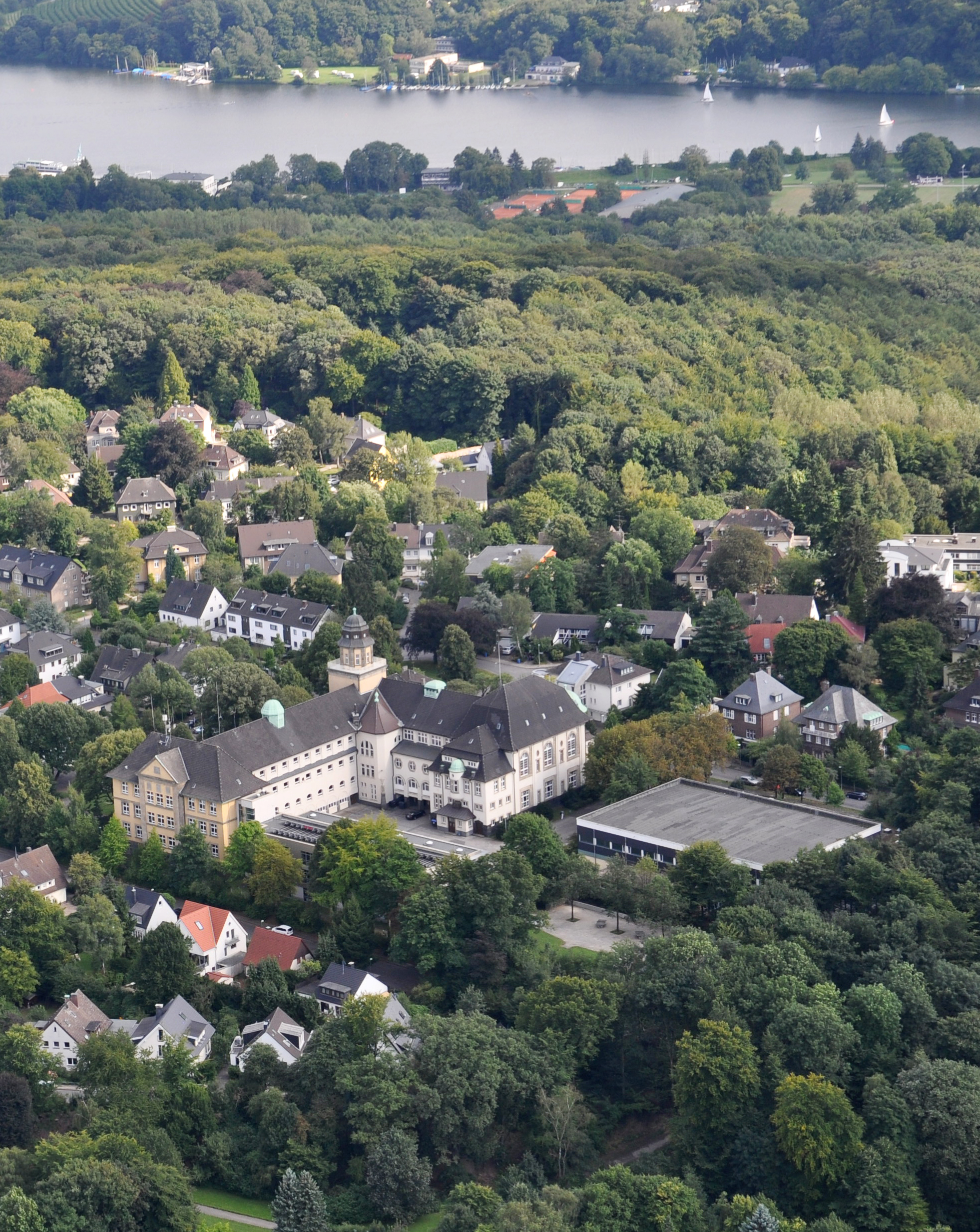
Luftaufnahme der Goetheschule Essen, 2012, mittig der Altbau mit Turm, rechts die Sporthalle, zentral vorne hinter den Bäumen der Neubau, im Hintergrund der Baldeneysee

Am 16. Juli 1953 gründete sich aus der Schulpflegschaft heraus die „Gesellschaft der Freunde und Förderer der Goetheschule e. V.“, die bis zum heutigen Tage aus Mitgliederbeiträgen und Spenden die Schule finanziell unterstützt.
Die erste Erwähnung der Schülervertretung der Goetheschule stammt aus dem Jahre 1951. Damals wird sie als Schülermitverwaltung erwähnt, die aus den demokratischen Grundsätzen der neuen Bundesrepublik hervorgeht.
1961 wurde im Haupttreppenhaus ein Denkmal und Mahnmal für die gefallenen Schüler und Lehrer beider Schulen errichtet.
Mit dem Beginn der Schuljahres 1973/1974 wurde die Goetheschule endgültig Koedukationsschule.
In den folgenden Jahren wurden viele unterrichtliche Reformen vollzogen, unter anderem die Einführung eines Wahlbereichs in der Sekundarstufe I, die Einführung von Spanisch und Reformen der Oberstufe. Die wichtigste Reform war der Beschluss zum Beginn des Schuljahres 1994/95, die Einführung der vollständigen 5-Tage-Woche und die damit verbundene Abschaffung des Samstagsunterrichts, welche in einem Referendum durch Lehrer, Eltern und Schüler beschlossen wurde.
1999 feierte die Goetheschule 100-jähriges Jubiläum.

### 21. Jahrhundert
2005 wurde das Gebäude der Goetheschule mit der Eröffnung des Naturwissenschaftlichen Anbaus weitgehend erweitert (Siehe Neubau). Seit 2007 besteht außerdem die Möglichkeit mit dem IB parallel zum Abitur einen international anerkannten Abschluss zu erwerben (Siehe IB). Im Jahr 2009 wurde „Bistro und Betreuung an der Goetheschule“ („B&B am Goethe“) gegründet (Siehe B&B).

## Gebäude

### Altbau
Im Mai 1910 wurde ein 195 ar großes Grundstück westlich des Bredneyer Rathauses, an der heutigen Zeunerstraße, für den Bau des Gebäudes ausgewählt. Bei einer ersten Ausschreibung gingen 92 Entwürfe ein, doch der Gewinnerentwurf wurde aufgrund von Meinungsdifferenzen nicht realisiert. Stattdessen wurde der Auftrag an die Düsseldorfer Firma Krämer und Herold übertragen und ein komplett neuer Bauplan entwickelt. Im Juli 1911 beschloss man die Verlegung des Bauplatzes auf das heutige Grundstück an der Ruschenstraße, vermutlich wegen der ruhigeren Lage. Ein Skulpturenprogramm für die Bauplastik entwickelte der Düsseldorfer Bildhauer Carl Neuhaus.
Im November selben Jahres wurde mit dem Bau begonnen und nach nur 16 Monaten Bauzeit wurde es 1913 bezogen. Das angeschlossene Direktorenhaus wurde ab Dezember 1912 errichtet und wurde am 1. Juli 1913 bezugsfertig übergeben.
Wegen seiner „im Vergleich zu ähnlichen Schulbauten der gleichen Zeit – wie z. B. Carl-Humann-Gymnasium oder Viktoriaschule – überdurchschnittliche(n) Gestaltung der Außen- und Innenarchitektur im Reformstil“ wurde es 1985 unter Denkmalschutz gestellt. Hervorgehoben wurde außerdem der stadtbildprägende Schulturm, der aufgrund der Lage der Schule am Rand der Ruhrhöhen weithin sichtbar ist. 1999 wurde der Turm aus Mittel der Gesellschaft der Freunde und Förderer e. V. umfangreich saniert.
Zusätzlich zu den Klassenräumen beherbergt der Altbau die Aula der Goetheschule. In der Aula finden regelmäßig Proben und Konzerte von Chor, Orchester und Theater statt. Seit 2010 befindet sich in der früheren Turnhalle das Bistro, in welchem die Schüler täglich kalte und warme Mahlzeiten kaufen können.

### Neubau

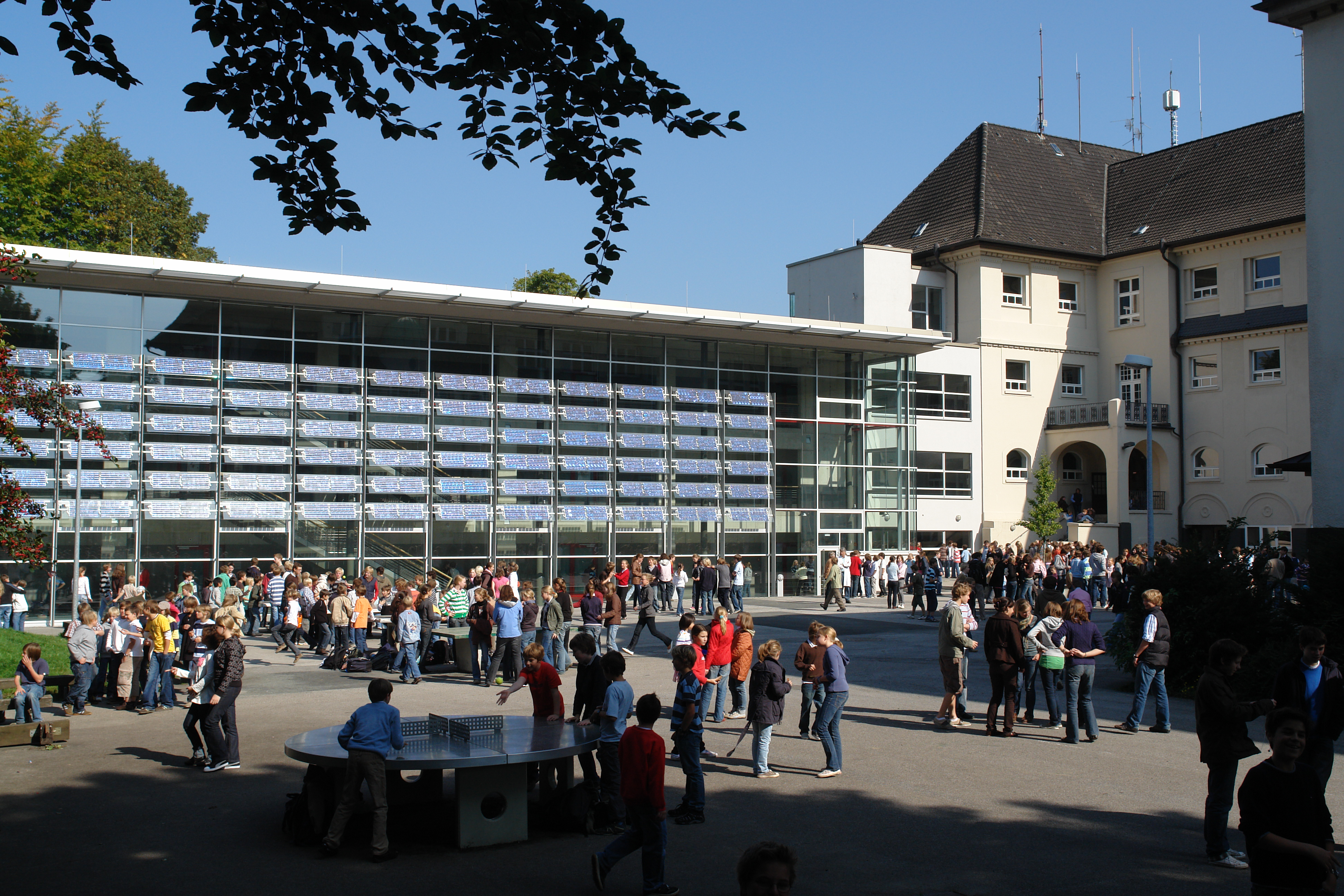
Goetheschule Essen Neubau September 2007

Im Jahr 1999 entstand die Idee einen naturwissenschaftlichen Anbau zu errichten. Dieser wurde in einem public private partnership Projekt des Fördervereins und der Stadt Essen finanziert. Der Beitrag des Fördervereins in Höhe von 1,2 Millionen Euro wurde ausschließlich aus einmaligen Spenden finanziert. Das von Lothar Jeromin entworfene Gebäude wurde am 20. Juni 2005 eingeweiht.
Der naturwissenschaftliche Neubau beherbergt im Erdgeschoss zwei Physikräume und eine Sammlung für Experimente und Unterrichtsmaterial. Im ersten Obergeschoss befinden sich zwei Biologieräume mit Sammlung und das zweite Obergeschoss beherbergt zwei Chemieräume mit Sammlung sowie einen Computerraum.

### Sonstiges
Im ehemaligen Direktorenhaus befindet sich heute der Verwaltungstrakt mit dem Sekretariat und weiteren Büros. Ende der 1970er Jahre wurde die neue Sporthalle hinter dem Altbau errichtet. Im Oktober 2020 wurden hinter dem Neubau aus Gabionen die „Grünen Klassenzimmer“ errichtet.

## Schulprofil

### Fremdsprachen
Es besteht die verpflichtende Wahlmöglichkeit zwischen Latein als erste Fremdsprache mit Englisch als zweiter, wobei beide Sprachen ab der fünften Klasse unterrichtet werden, oder Englisch ab Klasse fünf mit Spanisch als zweite Fremdsprache ab der siebten Klasse.
In der neunten und zehnten Klasse stehen im Rahmen des Wahlpflichtbereich II optional Französisch als dritte Fremdsprache, Gesellschaftswissenschaften auf Englisch oder Naturwissenschaften, gegliedert in Data- science oder Biomedical science, zur Wahl.
Mit Einsetzen der Oberstufe besteht in der elften Klasse abschließend die Möglichkeit Französisch, Spanisch oder Italienisch zu lernen.
Für Schüler ab der Stufe neun werden Vorbereitungskurse auf Sprachprüfungen in Englisch (Cambridge), Französisch (DELF) und Spanisch (DELE) angeboten.

### Naturwissenschaften
Es gibt naturwissenschaftlichen Unterricht in den Fächern Fächern Biologie, Chemie, Informatik und Physik, wobei bis auf Informatik in allen Fächern regelmäßig Leistungskurse eingerichtet werden. Die Goetheschule ist seit 2016 als „MINT-freundliche Schule“ zertifiziert und verfügt über zusätzliche außerunterrichtliche Angebote. Es gibt eine Roboter AG, eine Technik AG und das KINT Projekt, bei dem Grundschüler gemeinsam mit älteren Gotheschülern erste naturwissenschaftliche Experimente durchführen können.

### International Baccalaureate (IB)

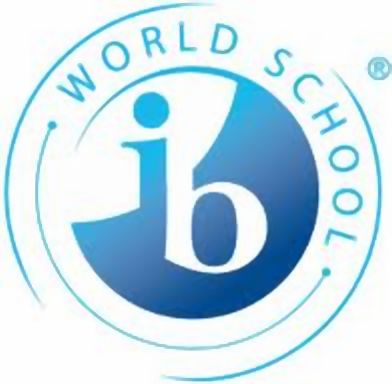
Logo des International Baccalaureate Diploma Programms

Seit März 2007 ist die Goetheschule Essen zertifizierte IB World School und ermöglicht seinen Schülern den Erwerb des Doppelabschlusses International Baccalaureate (IB) und Abitur. Die Schule ist die einzige im gesamten Regierungsbezirk Düsseldorf, die den gleichzeitigen Erwerb beider Abschlüsse ermöglicht. Mit durchschnittlich fünf Zusatzstunden in der Woche und sechs zusätzlichen Prüfungen in Englischer Sprache erhalten erfolgreiche Absolventen zusammen mit dem Abitur einen international anerkannten Schulabschluss.

### Internationales Lernen

#### ERASMUS+
Die Goetheschule nimmt seit 2015 regelmäßig am ERASMUS+ Programm der Europäischen Union teil. Von 2015 bis 2018 koordinierte sie das Projekt „Transforming Europe. World War I and Its Consequences 1918–2018“. Von 2018 bis 2020 nahm die Schule am Projekt „Post-factEUal. Transforming Europe from the 1930s to the Present.“ teil. Für das Projekt erhielt sie das Qualitätssiegel 2021 der Kultusministerkonferenz, womit es als eines der besten durch eine deutsche Schule koordinierten ERASMUS+ Projekten zählt. Ende 2020 erhielt die Goetheschule eine Förderung von ca. 223.000 € für das neue Erasmusprojekt „Transdigital Education“, das erneut durch die Schule koordiniert wird und bis 2023 angelegt ist. Im Mittelpunkt des neusten Projekts steht das Digitale Lernen. Von den EU-Geldern werden neben gemeinsamen Projekten auch Schüleraustausche und gemeinsame Lehrerfortbildungen mit den teilnehmenden Schulen aus Polen, Litauen, Dänemark und Spanien finanziert.

#### Model United Nations
Seit 2012 nimmt die Goetheschule regelmäßig am Model United Nations (MUN) teil. Eine Delegation von Oberstufenschülern besucht jährlich eine ausgewählte MUN-Konferenz und vertritt dort ausgewählte Länder.

#### Bildung für Nachhaltige Entwicklung (BNE)
Seit 2021 ist die Goetheschule Teil des Netzwerks Schule der Zukunft des Landes Nordrhein-Westfalen. Das BNE Projekt hat als Ziel, die Agenda 2030 der UN umzusetzen. Als Mitglied des Netzwerks richtet die Schule möglichst viele Schulprojekte und Unterrichtsthemen auf die 17 Nachhaltigkeitsziele der UN aus.

### Gesellschaft
Die Goetheschule hat seit Jahren eine Schülervertretung, welche ihre Schüler vertritt und regelmäßig Aktionen organisiert. Hierzu zählen insbesondere U18-Wahlen, Karnevalspartys und die schulinternen Goethelympics. Das KESS Projekt führt die Schüler an den CAS Bereich des IB heran und fördert Kreativität, soziales Engagement und die sportliche Aktivität. Über zwei Schuljahre müssen die Teilnehmer erbrachte Stunden in den genannten Bereichen dokumentieren, von den Koordinatoren unterschreiben lassen und selbstständig reflektieren. Alle Aktivitäten sollen der Gesellschaft einen Nutzen bringen und nicht nur der persönlichen Bereicherung dienen. Alle Teilnehmer, die am Ende pro Halbjahr mindestens 80 Stunden erbracht haben, erhalten ein Zertifikat.

### Kooperationsschule
Die Goetheschule kooperiert in der Oberstufe mit dem Grashof-Gymnasium. Insbesondere werden gemeinsame Leistungskurse in wenig besuchten Fächern eingerichtet.

### Schulzeitung
Die Schulzeitung „Der Turm“ erscheint jährlich zum Altschülertreffen am dritten Freitag im November. Auf rund 70 Farbseiten werden die aktuellen Klassenfotos, Abiturreden, Interviews mit neuen Lehrern, Berichte über aktuelle Schulereignisse und vieles mehr veröffentlicht. Der Turm kann nach der Veröffentlichung zu einem Preis von 3 € erworben werden.

### B&B am Goethe
„Betreuung und Bistro an der Goetheschule“ (kurz „B&B am Goethe“) wurde am 1. September 2009 als GmbH unter dem Dach des Fördervereins gegründet. Seit dem Sommer 2010 wird die frühere Turnhalle als Bistro genutzt, indem Schüler warme und kalte Mahlzeiten sowie Snacks kaufen und verzehren können. Dieses Angebot wurde insbesondere durch die Veränderung der Schullandschaft mit der Einführung von G8 entwickelt. Zusätzlich bietet das B&B-Team eine Nachmittagsbetreuung für alle interessierten Fünft- und Sechstklässler an.

## Außerschulische Angebote

### Chor und Orchester
1984 trat der Große Chor der Goetheschule erstmals auf. Heute hat er rund 100–150 Mitglieder und probt regelmäßig mit seinen Mitgliedern der Stufen sieben bis zwölf. Die rund 100 Sänger der Unterstufe sind Mitglieder des Unterstufenchors „Goethespatzen“.
Das Bredeneyer Schulorchester wurde 1972 von Ullrich Haucke gegründet. Einige Jahre später folgte die Gründung des Vororchesters, um auch jüngeren Schülern das Musizieren im Orchester nahezubringen. Das Programm besteht aus einer Mischung aus Klassik, Filmmusik und modernen Stücken, wie Musicals und Volksliedern.
Die Stücke der Ensembles werden bei den jährlichen Weihnachts- und Sommerkonzerten aufgeführt. Pro Halbjahr finden bis zu sechs Konzerte in der Aula der Goetheschule statt.

### No Fear! Englisch Drama Group
In der englischen Theater Gruppe können Schüler aller Klassenstufen das Theaterspielen erlernen und gleichzeitig ihre Englischfähigkeiten verbessern. Die aufgeführten Stücke werden speziell für die Gruppe geschrieben und ein Mal jährlich aufgeführt.

### AGs
An der Goetheschule werden rund 40 verschiedene Arbeitsgemeinschaften für Schüler angeboten (Stand Schuljahr 2021/2022). Seit Jahren gibt es Schulmannschaften im Handball, Golfen, Hockey, Schach, Tennis, Rudern, Volleyball und Fußball.

## Ehemalige Schüler
- Gustav Heinemann (1899–1976), Essener Oberbürgermeister und Bundespräsident (Goetheschule Rüttenscheid)
- Alfred Müller-Armack (1901–1978), Nationalökonom[33]
- Alfried Krupp von Bohlen und Halbach (1907–1967), Industrieller (Realgymnasium Bredeney)
- Werner Rings (1910–1998), (Foto-)Journalist, Historiker, Autor und Dokumentarfilmer (Reformrealgymnasium Essen)
- Ferdinand Spindel (1913–1980), Künstler (Realgymnasium Bredeney)
- Friedrich-Wilhelm Schildberg (1934–2018), Chirurg
- Jürgen Kiwit (* 1956), Neurochirurg
- Carsten Höfer (* 1967), Kabarettist
- Jens Plücker (* 1972), Hornist
- Hendrik Bonmann (* 1994), Torwart (BVB 09 Borussia Dortmund, TSV 1860 München)

## Trivia
- Kurioserweise verwendete die Stadt Essen als Untere Denkmalbehörde bei der Klassifizierung des Altbaus als denkmalgeschütztes Gebäude die informell weitverbreitete Bezeichnung „Goethe-Gymnasium“ anstelle des amtlichen Namens „Goetheschule“.[8]
- Die Zahl der Schüler an der Goetheschule ist bis vor einigen Jahren konstant gestiegen (1990/1991: 700 Schüler, 2009/2010: 950 Schüler). Das liegt insbesondere daran, dass die Schule trotz Dreizügigkeit ab und zu vier neue Klassen eröffnen durfte.[34] In den letzten Schuljahren sinkt die Schülerzahl wieder (2020/2021: 850 Schüler, 2021/2022: 809 Schüler).[35] Dies ist darauf zurückzuführen, dass jährlich nur noch drei fünfte Klassen eröffnet werden dürfen, obwohl regelmäßig vierzügige Abiturjahrgänge die Schule verlassen. Bei dieser Maßnahme handelt es sich um die Schaffung von Kapazitäten für einen neunten Jahrgang, welcher 2026/2027 aufgenommen wird.
- Das Schulprogramm sieht regelmäßige Schulfahrten und Praktika vor. Namentlich eine dreitägig Kennenlernfahrt nach Ratingen (Klasse fünf), eine fünftägige Klassenfahrt innerhalb Deutschlands (Klasse sieben), eine sieben- bis neuntägige Skifreizeit ins Ahrntal (Klasse neun), eine Berlinfahrt zur politischen Bildung (Q1/Klasse 11) und eine abschließende Studienfahrt im Abiturjahr. Praktika finden im Rahmen des Boys’ und Girls’ Day, des myparents@work Tages, der Sozialen Tage (alle Klasse acht oder neun) und des zweiwöchigen Praktikums in der zehnten Klasse statt.[36]